# Absolute Dance opus 35
Absolute Dance opus 35, er en CD-udgivelse og kompilation i serien Absolute Dance udgivet i 2002.

## Spor
1. Gigi D'Agostino – "L'Amour Toujours" (Small Mix)
2. Christina Milian – "AM To PM"
3. Musikk – "You Can Call Me Al" (Original Radio Mix)
4. Ian Van Dahl – "Will I?" (Scandinavian Radio Edit)
5. Hampenberg – "Ducktoy" (Short Cut)
6. The Chemical Brothers – "Star Guitar" (Edit)
7. Puretone – "Addicted To Bass" (Original Version)
8. Scooter – "Ramp! (The Logical Song)"
9. Roger Sanchez feat. Armand Van Helden & N'Dea Davenport – "You Can't Change Me" (Radio Edit)
10. DJ Encore feat. Engelina – "High On Life" (DJ Asle Radio Mix)
11. ATB – "Hold You" (Airplay Mix)
12. Infernal – "Let Me Hear You Say Yeah" (Radio)
13. Alter Native – "Coming Back" (Short Radio)
14. Galleon – "So I Begin" (Radio Edit)
15. Kosheen – "Catch" (Radio Edit)
16. Faithless – "Crazy English Summer" (DJ Aloé Remix)
17. The Ones – "Flawless" (Radio Edit)
18. Milk & Sugar vs. John Paul Young – "Love Is In The Air" (Radio Mix)
19. Brooklyn Bounce – "Club Bizarre" (Single Edit)
20. Mount Rushmore presents Emma Holland – "This Is Your Life" (James Doman Radio Mix)